# Gentner Peak
Gentner Peak är en bergstopp i Antarktis. Den ligger i Östantarktis. Australien gör anspråk på området. Toppen på Gentner Peak är 96 meter över havet, eller 93 meter över den omgivande terrängen. Bredden vid basen är 2,3 km.
Terrängen runt Gentner Peak är platt åt nordväst, men åt sydost är den kuperad. Havet är nära Gentner Peak åt nordväst. Trakten är glest befolkad. Närmaste befolkade plats är Zhongshan Station, 3,9 kilometer nordost om Gentner Peak. 